# Стръв
Стръв – е общо название на примамката при лов и при риболов. Представлява обичайната храна или имитацията на такава на животното, което е обект на лова. По широко приложение понятието стръв е получило в риболова.
Ловът, риболовът с използването на стръв се основава на използването на един от основните инстинкти на животното, а именно този за храненето. Стръвта се поднася на обичайното за хранене на животното място. При лова жертвата на ловеца се хваща в капан, при риболова рибата се закача на риболовната кука.
Различават естествена и изкуствена стръв.

## Естествени примамки (риболов)
1. с растителен произход
  1. зърнени култури – жито, царевица,
  2. тестени изделия и техните производни – тесто, качамак, каши
  3. плодове – череша, слива и др.
2. с животински произход
  1. червеи – торен червей, дъждовен червей, блатен – морски червей, калифорнийски червей и др.
  2. жаби – жаба, попови лъжички
  3. малки рибки – уклей, бабка, белица, каракуда и др.
  4. насекоми – муха, пчела, скакалец, щурец, попово прасе и др.
  5. личинки – ручейници, корояд, бял червей /пинки/ и др.
  6. малки птици – врабчета, синигери и др.
  7. отпадъци от месни продукти – черен дроб, черва, и др.

## Изкуствени примамки (риболов)
Изкуствените примамки' представляват имитация на естествената храна за рибите, създадени по изкуствен път и употребявани в спортния риболов. Имитацията предполага постоянно движение на изкуствената примамка, което провокира нападението на хищната риба.
Най-често използването на изкуствени примамки е при риболова на спининг.
Видове изкуствени примамки:
- блесна – имитация на малки рибки
- воблер – имитация на малки рибки
- изкуствена муха – имитация на мухи и други летящи насекоми
- силиконови примамки (туистери) – имитация на малки рибки, червеи, жаби, мекотели
- мормишки – имитация на малки насекоми (мравки, личинки, водни рачета и др.).